# Premio Franz Kafka

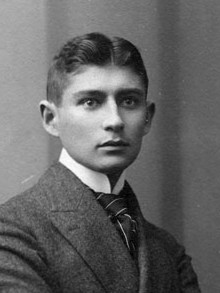
Franz Kafka

Il premio Franz Kafka è un'onorificenza della letteratura internazionale nata nella Repubblica Ceca in onore di Franz Kafka, scrittore ceco di lingua tedesca. È patrocinato dal presidente del Senato ceco e dal sindaco di Praga.
Questo premio è organizzato dalla Franz Kafka Society e dalla città di Praga. Della giuria internazionale fanno parte numerose personalità letterarie internazionali, fra cui Marcel Reich-Ranicki e Peter Demetz. L'appartenenza alla giuria è onoraria.
La cerimonia di premiazione si tiene ogni anno alla fine di ottobre nella Città Vecchia, in corrispondenza della festa nazionale ceca. Oltre ad un premio di 10.000 dollari USA, il vincitore riceve una statuetta, la miniatura del monumento di Franz Kafka, a Praga.

## Vincitori
- 2001: Philip Roth  Stati Uniti
- 2002: Ivan Klíma  Rep. Ceca
- 2003: Péter Nádas  Ungheria
- 2004: Elfriede Jelinek  Austria
- 2005: Harold Pinter  Regno Unito
- 2006: Haruki Murakami  Giappone
- 2007: Yves Bonnefoy  Francia
- 2008: Arnošt Lustig  Rep. Ceca
- 2009: Peter Handke  Austria
- 2010: Václav Havel  Rep. Ceca
- 2011: John Banville  Irlanda
- 2012: Daniela Hodrová  Rep. Ceca
- 2013: Amos Oz  Israele
- 2014: Yan Lianke  Cina
- 2015: Eduardo Mendoza  Spagna
- 2016: Claudio Magris  Italia
- 2017: Margaret Atwood  Canada
- 2018: Ivan Wernisch  Rep. Ceca
- 2019: Pierre Michon  Francia
- 2020: Milan Kundera[1]  Rep. Ceca  Francia